# Iago omanensis
Iago omanensis es una especie de elasmobranquio carcarriniforme de la familia Triakidae.